# 1. deild karla 1990
Mùa giải 1990 của 1. deild karla là mùa giải thứ 36 của bóng đá hạng hai ở Iceland.

## Bảng xếp hạng
| Vị thứ | Đội        | Số trận | Thắng | Hòa | Thua | Bàn thắng | Bàn thua | Hiệu số | Điểm | Ghi chú                     |
| ------ | ---------- | ------- | ----- | --- | ---- | --------- | -------- | ------- | ---- | --------------------------- |
| 1      | Víðir      | 18      | 12    | 5   | 1    | 40        | 20       | +20     | 41   | Thăng hạng Úrvalsdeild 1991 |
| 2      | Breiðablik | 18      | 9     | 5   | 4    | 25        | 15       | +10     | 32   | Thăng hạng Úrvalsdeild 1991 |
| 3      | Fylkir     | 18      | 9     | 3   | 6    | 34        | 21       | +13     | 30   |                             |
| 4      | ÍR         | 18      | 8     | 2   | 8    | 23        | 24       | -1      | 26   |                             |
| 5      | Keflavík   | 18      | 7     | 4   | 7    | 19        | 21       | -2      | 25   |                             |
| 6      | Selfoss    | 18      | 7     | 3   | 8    | 34        | 33       | +1      | 24   |                             |
| 7      | Tindastóll | 18      | 5     | 5   | 8    | 20        | 28       | -8      | 20   |                             |
| 8      | Grindavík  | 18      | 6     | 2   | 10   | 20        | 31       | -11     | 20   |                             |
| 9      | Leiftur    | 18      | 5     | 4   | 9    | 19        | 28       | -9      | 19   | Xuống hạng 2. deild 1991    |
| 10     | KS         | 18      | 5     | 1   | 12   | 21        | 34       | -13     | 16   | Xuống hạng 2. deild 1991    |

## Danh sách ghi bàn
| Cầu thủ                 | Số bàn thắng | Đội bóng   |
| ----------------------- | ------------ | ---------- |
| Grétar Einarsson        | 14           | Víðir      |
| Kristinn Tómasson       | 12           | Fylkir     |
| Salih Porca             | 12           | Selfoss    |
| Þorlákur Árnason        | 9            | Leiftur    |
| Grétar Steindórsson     | 9            | Breiðablik |
| Guðbrandur Guðbrandsson | 9            | Tindastóll |
| Izudin Dervic           | 9            | Selfoss    |
| Hafþór Kolbeinsson      | 9            | KS         |